# سد الحصيد
سد الحصيد هو أحد السدود المائية في محافظة خيبر بالمملكة العربية السعودية.

## تفاصيل السد
يقع سد الحصيد في الجزء الجنوبي من محافظة خيبر شرق قرية الثمد، وعلى بعد 14 كيلومترا إلى الشرق من طريق المدينة المنورة - خيبر، ويبلغ طوله 60 مترا وارتفاع يقدر بـ 10 أمتار، مبني من الطين والكلس والجص على أحد روافد وادي الغرس، حجز المياه وتوفيرها للزراعة وإنماء الحياة الفطرية.